# Bucnji
Molidae (Bucnjevke, Bucnji), porodica otrovnih riba iz reda četverozupki. Veoma su neobičnog oblika jer izgleda poput glave na koju je nasađen rep, pa je najvažnija vrsta Mola mola nazvana u raznim jezicima kao Headfish ili Ocean sunfish u engl., Pez cabeza (španj.), Samoglów (poljski), a u hrvatskoj kao bucanj.
Bucnji mogu narasti preko 3 metra, a najveći uhvaćeni primjerak, prema objavi National Geographic News, 13 May 2003. bio je dug 333 cm i težio 2.300.0 kg. 
Ove ribe raširene su po svim oceanima, a zastupa ih 3 roda: Masturus, Mola i Ranzania s ukupno 4 vrste.
Ove ribe hrane se meduzama, žive na dubinma do 1000 metara (ima ih i u Jadranu), a o njima je poznato i to da često iskaču iz vode da bi se riješile parazita.